# RRNA

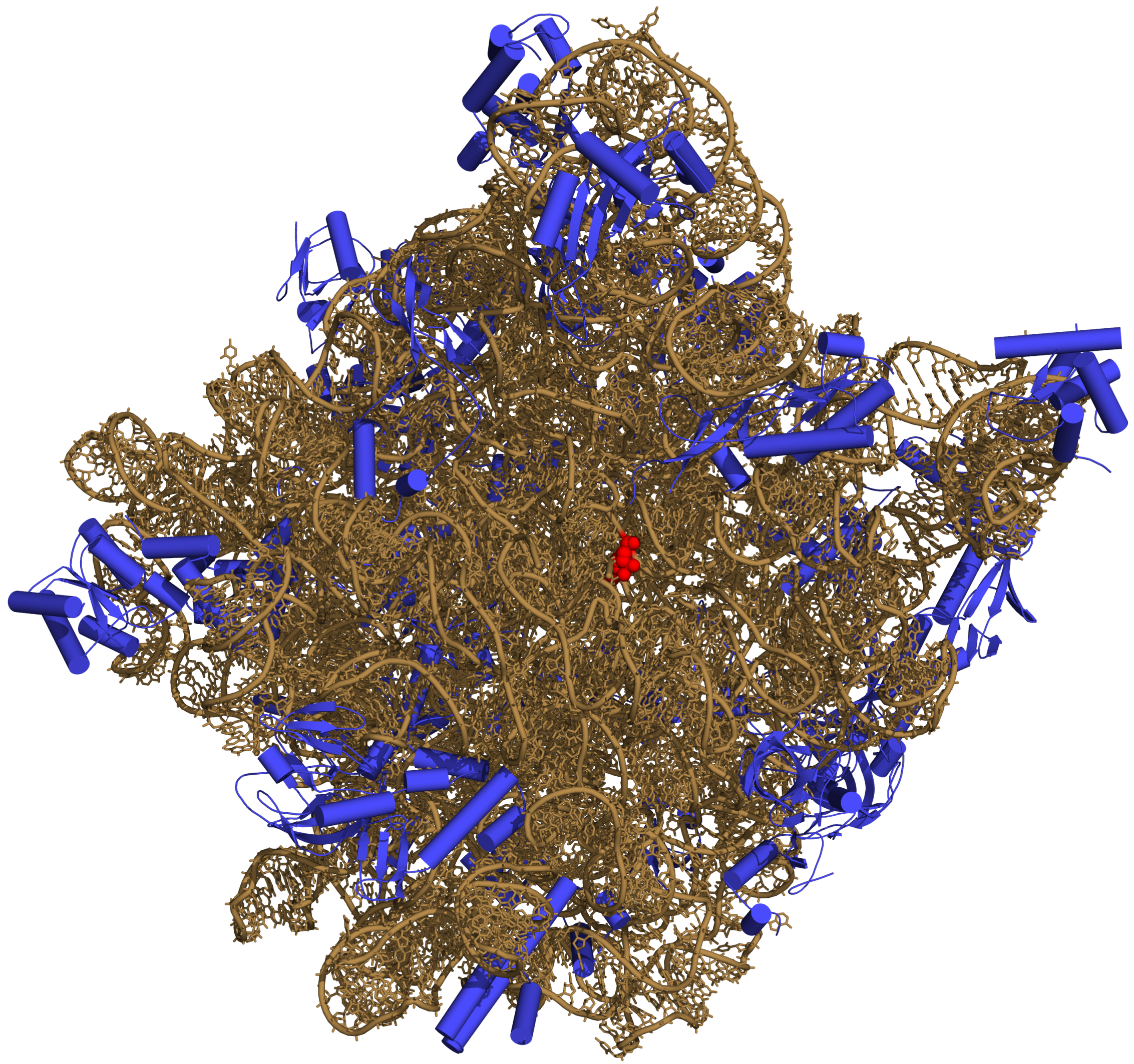
Atomowa struktura dużej podjednostki 50S rybosomu. Kolorem niebieskim zaznaczone są białka, pomarańczowym RNA, a czerwonym adenina 2486 w centrum aktywnym

rRNA – rybosomalny, rybosomowy RNA (z ang. Ribosomal RNA). Cząsteczki kwasu rybonukleinowego wchodzące w skład rybosomów, które biorą udział w procesie biosyntezy polipeptydów
rRNA powstaje w wyniku procesu transkrypcji DNA. U organizmów eukariontycznych za jego transkrypcję odpowiada polimeraza RNA I (pol I). Wyjątkiem jest 5S rRNA transkrybowany przez polimerazę RNA III (pol III). rRNA występuje w rybosomach, a u eukariontów także w jądrze komórkowym (gł. w jąderku, gdzie odbywa się jego synteza). Jego struktura przestrzenna jest bardzo rozbudowana, tworzy go 100-4500 nukleotydów. W jego budowie występują zarówno fragmenty dwuniciowej spirali jak i łańcuchów jednoniciowych. rRNA stanowi ok. 80% całkowitego RNA komórki. Rybosomalny RNA występuje w kilku rodzajach (najczęściej trzech u prokariontów i czterech u eukariontów). U prokariontów mała podjednostka rybosomu zawiera 16S rRNA, a duża 5S i 23S rRNA. U eukariontów mała podjednostka rybosomu zawiera 18S rRNA, a duża 5S, 5.8S i 28S rRNA.
Rybosomalnym RNA towarzyszą w rybosomach liczne białka rybosomowe. 
rRNA jest rybozymem. Katalityczna aktywność rybosomu związana jest właśnie z zawartym w nim rRNA, natomiast białka budują strukturę rybosomu i działają jako kofaktory zwiększające wydajność translacji.